# نقار خشب بامبو
نقار خشب بامبو (الاسم العلمي: Gecinulus viridis) هو نوع من فصيلة نقار الخشب، عًثر عليه في اللاوس وماليزيا وميانمار والتايلاند وكذلك في الفيتنام، هو ساكن طبيعي للغابات عريضة الأوراق الجافة الاستوائية وشبه الاستوائية.